# Pine Pass
Der Pine Pass ist ein Gebirgspass in den kanadischen Rocky Mountains. Die Passhöhe liegt bei 875 m.
Über den Pass führt der British Columbia Highway 97 sowie eine Eisenbahnstrecke der Canadian National Railway.